# 518-й винищувальний авіаційний полк (СРСР)
518-й винищувальній авіаційний полк — полк за часів Другої світової війни та війни в Кореї, що діяв у складі ВПС СРСР.

## Історія
Полк сформовано восені 1941 року на аеродромі Кузнецьк Пензенської області при 13 запасному авіаполку.
Бойові дії почав 16 січня 1942 року в складі ВПС Калінінського фронту.
Після закінчення війни базувався в Азербайджані, в червні 1952 направлений в Китай.
Розформований у вересні 1998.

## Матеріальна частина полку
| Дата                    | Тип літака |
| ----------------------- | ---------- |
| 09.1941 — 05.01.1943    | Як-1       |
| 04.07.1942 — 05.01.1943 | ЛаГГ-3     |
| 05.01.1943 — 11.06.1945 | Як-9       |
|                         | МіГ-15     |

## Бойова діяльність полку у часи Другої Світової та Корейської воєн
| Період                  | Бойові вильоти | Втрати (літаки / пілоти) |
| ----------------------- | -------------- | ------------------------ |
| 20.01.1942 — 16.03.1942 | 177            | 9/8                      |
| 24.06.1942 — 01.12.1942 | 2015           | 44/13                    |
| 20.05.1943 — 01.10.1943 | 913            | 25/13                    |
| 15.07.1944 — 01.06.1945 | 2155           | 45/23                    |
| 05.07.1952 — 27.07.1953 | ?              | 15/5                     |

## Командири полку
| Період                  | Командир полку                           |
| ----------------------- | ---------------------------------------- |
| 09.1941 — 06.09.1943    | майор Околелов Яков Харитонович          |
| 06.09.1943 — 11.11.1943 | майор Талдикін Іван Гордєєвич            |
| 22.11.1943 — 31.12.1945 | підполковник Худокормов Микола Гордєєвич |